# Danh sách đĩa nhạc của Michael Learns to Rock
Dưới đây là danh sách các album và đĩa đơn từng được phát hành bởi ban nhạc soft rock Đan Mạch Michael Learns to Rock, ban nhạc đã bán được trên 10 triệu đĩa trên toàn thế giới kể từ khi thành lập năm 1991.

## Album

### Album phòng thu
| 1991                                                                                     | Michael Learns to Rock - Phát hành: 13 tháng 8 năm 1991 - Nhãn: Impact - Định dạng: CD | 9  | 5  | 13 | 34 | 89 | - 2× Bạch kim: DEN - Bạch kim: INA                                                                                   |
| 1993                                                                                     | Colours - Phát hành: 24 tháng 10 năm 1993 - Nhãn: EMI - Định dạng: CD                  | —  | —  | —  | 43 | —  | - 7× Bạch kim: THA - 4× Bạch kim: INA, SIN - 3× Bạch kim: MAS - Bạch kim: PHI                                        |
| 1995                                                                                     | Played on Pepper - Phát hành: tháng 8 năm 1995 - Nhãn: EMI - Định dạng: CD             | —  | 9  | —  | —  | 30 | - 5× Bạch kim: THA - 4× Bạch kim: MAS - 3× Bạch kim: INA, TPE - 2× Bạch kim: SIN, DEN, IND - Bạch kim: PHI, KOR, HKG |
| 1997                                                                                     | Nothing to Lose - Phát hành: 2 tháng 9 năm 1997 - Nhãn: EMI - Định dạng: CD            | —  | —  | —  | —  | 12 | - 3× Bạch kim: MAS, INA, PHI - 2× Bạch kim: IND - Bạch kim: THA, TPE, SIN, DEN, KOR, HKG, RSA, UAE                   |
| 2000                                                                                     | Blue Night - Phát hành: 3 tháng 4 năm 2000 - Nhãn: EMI - Định dạng: CD                 | 19 | 17 | 32 | 44 | 25 | - 2× Bạch kim: SIN, DEN, IND - Bạch kim: PHI, KOR, HKG                                                               |
| 2004                                                                                     | Take Me to Your Heart - Phát hành: đầu năm 2004 - Nhãn: EMI - Định dạng: CD            | —  | —  | —  | —  | —  | - 2× Bạch kim: DEN, SWE, RSA, THA - Bạch kim: INA, TPE, MAS, HKG                                                     |
| 2008                                                                                     | Eternity - Phát hành: 2008 - Nhãn: EMI - Định dạng: CD                                 | 22 | —  | —  | —  | —  | |
| "—" nghĩa là album không lọt vào bảng xếp hạng hoặc không được phát hành tại quốc gia đó |                                                                                        |    |    |    |    |    | |

### Album tổng hợp
- Paint My Love (1996)
- Complicated Heart (Greatest Hits vol.2) (1999)
- Greatest Hits - Strange Foreign Beauty (1999)
- 19 Love Songs / Love Ballads (2002)
- All The Best Of Michael Learns to Rock (2004)
- All The Best (2005)
- Frostbite (2005)
- India Tour Edition (2005)
- That's Why (You Go Away) (2005)
- The Ultimate Collection (2005)
- Ultimate Collection 15th Anniversary Edition (2006)
- The Best Of Michael Learns to Rock Live (2007)
- I Walk This Road Alone (2007)

### Album trực tiếp
- The Best of Michael Learns to Rock Live (2007)

## Đĩa đơn
| Năm  | Đĩa đơn                    | Vị trí cao nhất | Vị trí cao nhất | Vị trí cao nhất | Vị trí cao nhất |
| Năm  | Đĩa đơn                    | Na Uy           | Thụy Điển       | Thụy Sĩ         | Pháp            |
| ---- | -------------------------- | --------------- | --------------- | --------------- | --------------- |
| 1992 | "The Actor"                | 1               | 7               | 32              | —               |
| 1993 | "Sleeping Child"           | —               | —               | —               | —               |
| 1995 | "Someday"                  | —               | —               | —               | —               |
| 1995 | "That's Why (You Go Away)" | —               | —               | 22              | 32              |
| 1997 | "Paint My Love"            | —               | —               | 27              | —               |
| 1997 | "Breaking My Heart"        | —               | —               | —               | —               |
| 1997 | "Nothing to Lose"          | —               | —               | —               | —               |
| 2000 | "You Took My Heart Away"   | —               | —               | —               | —               |